# Donna Vekić
Donna Vekić (Osijek, 28. lipnja 1996.) hrvatska je profesionalna tenisačica. U dosadašnjoj karijeri igrala je 12 finala turnira WTA s osvojena četiri naslova. Nastupila je na Olimpijskim igrama u Tokiju gdje je stigla do 3. kola, a na Olimpijskim igrama u Parizu 2024. osvojila je srebrno odličje. Igrala je polufinale Wimbledona (2024.) i dva četvrtfinala Grand Slamova (US Opena 2019. i Australian Opena 2023.)

## Životopis
Vekić je počela trenirati tenis sa šest godina. Godine 2011. s nepunih je 15 godina osvojila juniorsko prvenstvo Hrvatske. U srpnju iste godine u Chiswicku, predgrađu Londona, došla je do prvog ITF naslova. Za hrvatsku je Fed Cup reprezentaciju debitirala u veljači 2012. godine, ubilježivši poraz od Urszule Radwańske iz Poljske i pobjedu nad Anitom Husarić iz BiH. U to vrijeme se o njoj pisalo kao o jednoj od najperspektivnijih svjetskih igračica.
Do svoje prve WTA titule došla je 2014. u Kuala Lumpuru pobijedivši u finalu 10. tenisačicu svijeta Dominiku Cibulkovu. Drugu titulu osvojila je 2017. u Nottinghamu pobijedivši u finalu domaću predstavnicu i tadašnju 10. igračicu svijeta Johannu Kontu.
Trener joj je bio Luka Kutanjac, kasnije Nikola Horvat i Pam Shriver.

## Osvojeni turniri

### Pojedinačno

#### ITF (5)
| Br. | Datum               | Turnir          | Suparnica u finalu    | Rezultat         |
| 1.  | 25. srpnja 2011.    | Chiswick        | Bojana Bobušić        | 3:6, 6:3, 6:3    |
| 2.  | 19. ožujka 2012.    | Bangalore       | Andrea Koch-Benvenuto | 6:2, 6:4         |
| 3.  | 14. svibnja 2012.   | Fergana         | Nadežda Kičenok       | 6:2, 6:2         |
| 4.  | 28. travnja 2013.   | Istanbul        | Jelizaveta Kuličkova  | 6:4, 7:6(4)      |
| 5.  | 23. listopada 2016. | Sharm El Sheikh | Sara Sorribes Tormo   | 6:2, 6:7(7), 6:3 |

#### WTA (4)
| Br. | Datum               | Turnir       | Suparnica u finalu | Rezultat         |
| 1.  | 20. travnja 2014.   | Kuala Lumpur | Dominika Cibulkova | 5:7, 7:5, 7:6(4) |
| 2.  | 18. lipnja 2017.    | Nottingham   | Johanna Konta      | 2:6, 7:6, 7:5    |
| 3.  | 31. listopada 2021. | Courmayeour  | Clara Tauson       | 7:6 6:2          |
| 4.  | 5. ožujka 2023.     | Monterrey    | Caroline Garcia    | 6:4 3:6 7:5      |

## Plasman na ljestvici WTA na kraju sezone
| 2011. | 2012. | 2013. | 2014. | 2015. | 2016. | 2017. | 2018. | 2019. | 2020. | 2021. | 2022. | 2023. | 2024. |
| ----- | ----- | ----- | ----- | ----- | ----- | ----- | ----- | ----- | ----- | ----- | ----- | ----- | ----- |
| 392.  | 118.  | 86.   | 84.   | 105.  | 101.  | 56.   | 34.   | 19.   | 32.   | 67.   | 69.   | 23.   | 19.   |

## Vanjske poveznice
- Službena stranica (engl.)(hrv.)
- Profil na stranici WTA Toura (engl.)